# Giulietta e Romeo (Zandonai)

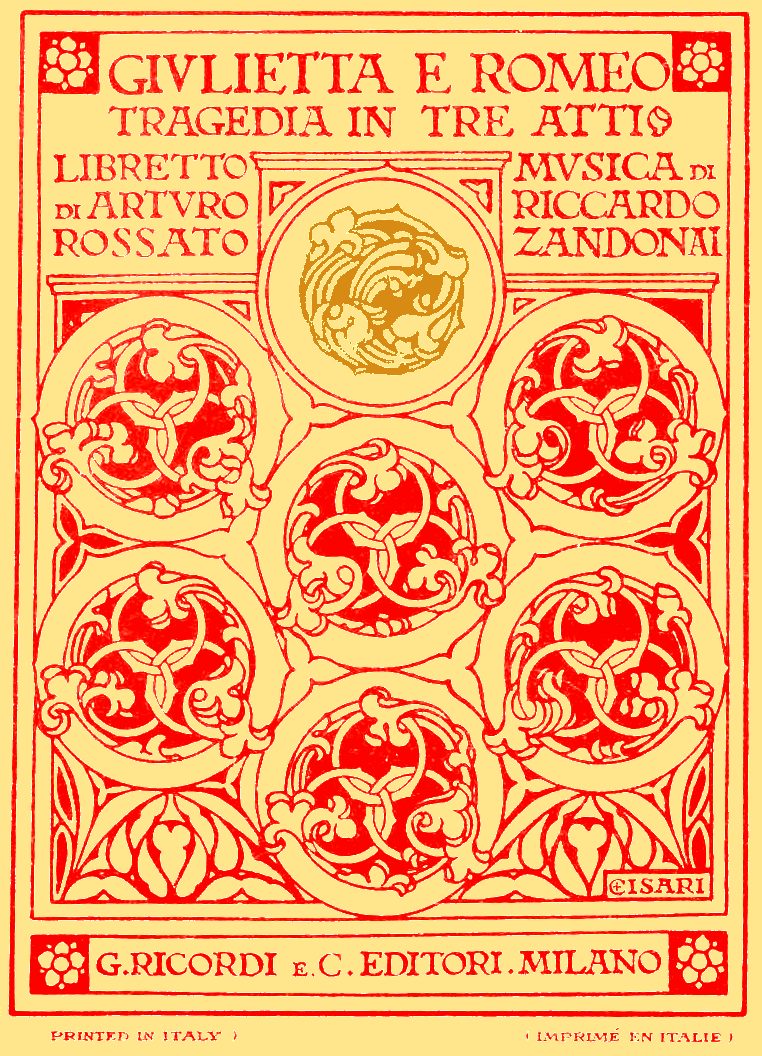
Framsida av librettot, 1922

Giulietta e Romeo är en opera i tre akter med musik av Riccardo Zandonai och ett libretto av Arturo Rossato och Nicola D'Atri (samarbete) baserad på William Shakespeares tragedi Romeo och Julia. Den komponerades 1917 och hade premiär den 14 februari 1922 på Teatro Costanzi i Rom.

## Historia
Efter framgångarna med sina tidigare operor, särskilt Francesca da Rimini (1914), letade Zandonai efter ett italienskt material för ett annat verk. 1917 hittade han detta i klassikern Romeo och Julia. Emellertid önskade han inte att använda sig av Shakespeares drama Romeo och Julia rakt av, utan mer som en modell. Hans huvudsakliga källa var Luigi da Portos Historia novellamente ritrovata dei due nobili amanti (1531). Han använde också motiv från Matteo Bandellos La sfortunata morte di due infelicissimi amanti (publicerad 1554) och Berto Barbaranis "poemetto" Giulietta e Romeo (1902). För att skriva librettot vände sig Zandonai till Giuseppe Adami, som ursprungligen tog sig an uppgiften i början av 1920 tillsammans med Arturo Rossato, och överlämnade texten till honom och den samarbetande Nicola D'Atri i april 1920. Den första versionen av librettot färdigställdes i november 1920. Samtidigt började Zandonai komponera i Sacco di Rovereto, men avbröt arbetet i mars 1921 på grund av sjukdom och resor. Den stod klar sommaren eller hösten 1921. Han skickade instrumenteringen av intermezzot och den tredje akten till förlaget Ricordi i december.
Ett klaverutdrag med tysk översättning av Alfred Brüggemann publicerades 1924 av Ricordi.

### Mottagande
Zandonai dirigerade själv premiären den 14 februari 1922 på Teatro Costanzi i Rom. Den regisserades av Romeo Francioli. Scenografin var gjord av Pietro Stroppa. Huvudrollerna sjöngs av Gilda Della Rizza (Giulietta) och Miguel Fleta (Romeo). Agnese Porter (Isabella), Carmelo Maugeri (Tebaldo), Luigi Nardi (sångare och en Montecchio), Nello Palai (Gregorio och "famiglio"), Mario Pinheiro (Sansone), Michele Fiore (Bernabò), Lucia Torelli (en kvinna) och Ernesto Besanzoni ("banditore") sjöng också.
Föreställningen blev en stor succé hos publiken. Kritikerna, å andra sidan, avvisade verket. De noterade "brist på koherens och inre utveckling, brist också på egenskaper, yttre utseende i färgning och en okritisk följd av Mascagni".
Samma år gjordes senare framträdanden i Pesaro (Dirigent: Zandonai), Buenos Aires och Rio de Janeiro, 1923 i Parma (dirigent: Vincenzo Bellezza) och på Teatro San Carlo i Neapel (dirigent: Tullio Serafin). Verket framfördes också på mindre och medelstora teatrar. 1932 spelade Teatro alla Scala i Milano operan (dirigent: Zandonai) och 1939 Arenan i Verona (dirigent: Zandonai). Därefter avtog intresset Operan framfördes ändå någonstans nästan varje år fram till 1972 och mellan 1982 och 1992. Föreställningar ägde rum i Neapel 1941, Bologna 1955, Lissabon 1956, Treviso 1966, Trieste 1967 och Neapel 1972. Den första produktionen i USA ägde inte rum förrän 1982 i San Diego. I Tyskland framfördes operan sällan, bland annat som gästspel på Arena di Verona i Wiesbaden 1986 (dirigent: Gianfranco Masini).
Under de senaste fem åren (från och med 2017) har Zandonais Giulietta e Romeo endast getts i Erfurt och Braunschweig. Dessa produktioner flyttade handlingen till en internatskola omkring 1900 (Erfurt) eller till slagfälten och militärsjukhusen under första världskriget (Braunschweig).

## Personer
- Giulietta Capuleto (sopran)
- Romeo Montecchio (tenor)
- Isabella, Giuliettas tjänare (mezzosopran)
- Tebaldo Capuleto (baryton)
- sångaren (tenor)
- Gregorio, Man av Capuleti (tenor)
- Sansone, Man av capuleti (bas)
- Bernabò (bas)
- en Montecchio (tenor)
- Romeos tjänare (tenor)
- en kvinna (sopran)
- en uppringare (bas)
- två masker (2 sopraner)
- en tjänare (tenor)
- tre pigor (sopran, 2 mezzosopraner)
- två män, värd, barn (tysta roller)
- Montecchi, Capuleti, masker, tjänare, soldater, pigor, människor, röster från gatan, röster från klostret (kör, statister)

## Analys
Verket är inte baserat på det välkända Shakespeare-dramat Romeo och Julia, utan på dess original. Därför saknas några av de välkända scenerna och karaktärerna. Bortsett från de älskande förekommer endast Tybalt (i form av Tebalo). Till och med broder Lorenzo saknas. Analogt med 1800-talets melodram ställs de centrala älskande mot en enda motståndare (här Tebaldo), jämförbart med Iago i Giuseppe Verdis Otello. De återstående karaktärerna bidrar bara till den lokala färgen. Fiendskapen mellan ätterna Capuleti och Montecchi är inte lika central som i Shakespeares verk. Anledningen till Tebaldos handlingar är i huvudsak parets illegitima och därmed skamliga relation. Hans ilska riktas därför inte bara mot Romeo, utan också mot Giulietta. Å andra sidan är kunskap om Shakespeares drama en förutsättning för att förstå texten, eftersom många vändningar – som till exempel orsaken till Giuliettas uppenbara död – inte förklaras fullt ut. Hennes död framställs inte som självmord, utan som en riktig kärleksdöd. I motsats till Shakespeares version dör de älskande tillsammans. Operan är inte begränsad till en realistisk skildring av handlingen, utan omvandlar den starkt. Dessutom finns det en "nästan programmatisk tendens till en nationell-folk-mystifiering av städerna Verona och Mantua", som uttrycks i många pittoreska scener och sidoelement. Exempel inkluderar maskspelet och Stornellon i första akten, fackeldansen i den andra, gatusångarens sång i tredje akten eller Romeos resa till dödsbädden av sin älskade, komponerad som ett symfoniskt intermezzo. Den senare är det mest kända stycket i operan och spelas ibland separat.
Operan är grundligt komponerad. Bortsett från gatusången i den tredje akten ("Done, piansì") har den inga fristående former. Ledmotiv saknas till stor del. Istället presenteras motiv i enskilda scener, som Zandonai sedan varierar och bearbetar. Således klingar Stornello från slutet av den första akten igen vid de älskandes gemensamma död. Musikaliskt blir en preferens för ostinati och liggande klanger tydlig, liksom en tendens till att historicisera vändningar av ålderdomlig karaktär. Den vokala stilen kännetecknas av verism och en rikedom på melodier: gatusångerskans sång, Giuliettas "Son la vostra sposa" i andra akten och Romeos "Giulietta! son io!" efter hans ankomst till kapellet. Trots enstaka kvaliteter i verket blir Zandonais musikaliska uppfinningsrikedom underlägsen den i hans mest berömda opera, Francesca da Rimini.